# José Botana Vázquez
Jose Manuel Botana Vazquez (nacido en Caracas, Venezuela el 24 de enero de 1974). Es un exfutbolista internacional de Venezuela en la disciplina del fútbol sala, se desempeñaba en el terreno de juego como líbero y fue uno de los integrantes de la Selección de fútsal de Venezuela apodada los héroes del 97 gracias al título conseguido de campeón del mundo en el año 1997 en México.

## Trayectoria
José Botana comenzó su carrera como jugador de fútbol en la Hermandad Gallega Fútbol Club, realizando su debut a nivel profesional en el año 1985 con tan solo 16 años de edad, en dicho deporte se desempeñaba en el terreno de juego como defensa central y mediocampista defensivo; en 1993 se dedicaría al Fútbol sala profesional siendo fichado por el equipo Diablos de Miranda FS perteneciente a la Liga Especial Superior de Fútbol de Salón de Venezuela. en el año 2000 tras la desaparición de la liga profesional de fútbol de salon de Venezuela, Botana regresaría a los terrenos de juego del fútbol profesional Venezolano con el Deportivo Galicia equipo en ese entonces perteneciente a la Primera División de Venezuela.
Se dedica a la profesión de Director Técnico, realizando cursos en Ámsterdam, Holanda, de la mano de Louis van Gaal permitiendo así el estudio de la metodología y funcionamiento del fútbol ofensivo, realizando análisis y observaciones del desarrollo de la cantera del poderoso Ajax de Ámsterdam.
En 2004 se convierte en el asistente técnico del profesor uruguayo Miguel Ángel Mansilla en el Tauro FC de la Liga Panameña de Fútbol, trabajando media temporada como asistente técnico del club ya que tenía que cumplir contrato de futsal profesional en España como jugador.

### 2021
La Federación Panameña de Fútbol anuncia a Jose Botana, como director técnico de la Selección de fútsal de Panamá, logrando clasificar a la Copa Mundial de fútbol sala de la FIFA 2021, celebrada en Lituania.

## Clubes como jugador profesional de fútbol
| Club                          | País      | Año         |
| ----------------------------- | --------- | ----------- |
| Hermandad Gallega Fútbol Club | Venezuela | 1985 - 1991 |
| Betanzos Club de Fútbol       | España    | 1992 - 1993 |
| Deportivo Galicia             | Venezuela | 1998 - 2000 |

## Clubes como jugador profesional de futsal
| Club                      | País      | Año         |
| ------------------------- | --------- | ----------- |
| Diablos de Miranda FSC    | Venezuela | 1993 - 1996 |
| Saeta FSC                 | Colombia  | 1996 - 1997 |
| Bucaneros de Oriente FSC  | Venezuela | 1997 - 1998 |
| Huracanes de Apure FSC    | Venezuela | 1998 -      |
| A.S.D. Ariccia Colleferro | Italia    | 2000 - 2001 |
| O Parrulo FS              | España    | 2001 - 2003 |
| Vefa Mera FS              | España    | 2003 - 2004 |

## Palmarés como jugador
- Liga Profesional de Microfutbol Colombiana - Campeón en el año 1996 con el Saeta FSC

- Campeonato Panamericano de Fútbol de Salón Bogotá 1996 - Campeón

- Mundial de Fútbol Sala De la AMF 1997 - Campeón

- Mundial de Fútbol Sala De la AMF 1997 - Campeón

- Segunda División B futbol sala español - Campeón 2007 con el Vefa Mera FS

## Trayectoria Como Director Técnico
| Club                          | País      | Año         |
| ----------------------------- | --------- | ----------- |
| Tauro FC (Asistente)          | Panamá    | 2004 - 2005 |
| Deportivo Galicia (Asistente) | Venezuela | 2005 - 2006 |
| Selección de fútsal de Panamá | Panamá    | 2021 - 2022 |